# Kalijum u biologiji
Kalijum je glavni intracelularni jon za sve tipove ćelija, i ima glavnu ulogu u održavanju ravnoteže fluida i elektrolita. Kalijum je neophodan za funkcionisanje svih živih ćelija, te je tako prisutan u svim biljnim i životinjskim tkivima. U posebno visokim koncentracijama nalazi se u biljnim ćelijama, a u mešovitoj ishrani najviše je koncentrisan u plodovima. Visoka koncentracija kalijuma u biljkama, povezana sa relativno malim količinama natrijuma, istorijski je dovela do toga da je kalijum prvo izolovan iz pepela biljaka (potaša), što je zauzvrat dalo elementu njegovo moderno ime. Visoka koncentracija kalijuma u biljkama znači da intenzivna ratarska proizvodnja brzo iscrpljuje kalijum iz tla, i stoga poljoprivredna đubriva troše 93% hemijske proizvodnje kalijuma u savremenoj svetskoj privredi.
Funkcije kalijuma i natrijuma u živim organizmima su prilično različite. Životinje, posebno, različito koriste natrijum i kalijum za stvaranje električnih potencijala u životinjskim ćelijama, pogotovu u nervnom tkivu. Nedostatak kalijuma kod životinja, uključujući ljude, dovodi do različitih neuroloških disfunkcija. Karakteristične koncentracije kalijuma u modelnim organizmima su: 30–300 mM u E. coli, 300 mM u pekarskom kvascu, 100 mM u ćelijama sisara i 4 mM u krvnoj plazmi.

## Funkcija u biljkama
Glavna uloga kalijuma u biljkama je da obezbedi jonsko okruženje za metaboličke procese u citosolu, i kao takav funkcioniše kao regulator različitih procesa uključujući regulaciju rasta. Biljke zahtevaju jone kalijuma (K+) za sintezu proteina i za otvaranje i zatvaranje stomata, što se reguliše protonskim pumpama kako bi okolne zaštitne ćelije bile turgidne ili flacidne. Nedostatak kalijumovih jona može narušiti sposobnost biljke da održava ove procese. Kalijum takođe funkcioniše u drugim fiziološkim procesima kao što su fotosinteza, sinteza proteina, aktivacija nekih enzima, transport fotoasimilata u floemskim rastvorima u izvorne organe i održavanje ravnoteže katjona: anjona u citosolu i vakuolama.

## Funkcija kod životinja
Kalijum je glavni katjon (K+, pozitivni jon) unutar životinjskih ćelija, dok je natrijum (Na+) glavni katjon izvan životinjskih ćelija. Razlika između koncentracija ovih naelektrisanih čestica uzrokuje razliku u električnom potencijalu između unutrašnje i spoljašnje ćelije, poznatu kao membranski potencijal. Balans između kalijuma i natrijuma održavaju transporteri jona u ćelijskoj membrani. Svi kalijumski jonski kanali su tetrameri sa nekoliko očuvanih sekundarnih strukturnih elemenata. Rešene su brojne strukture kalijumovih kanala, uključujući voltažne, ligandne, tandemske-pore, i kanale za unutrašnje korigovanje, kod prokariota i eukariota. Potencijal ćelijske membrane koji stvaraju joni kalijuma i natrijuma omogućava ćeliji da generiše akcioni potencijal — „klin“ električnog pražnjenja. Sposobnost ćelija da proizvode električno pražnjenje je kritična za telesne funkcije kao što su neurotransmisija, kontrakcija mišića i funkcija srca.

## Literatura
- „Potassium Health Professional Fact Sheet”. NIH Office of Dietary Supplements. 3. 4. 2020.

## Spoljašnje veze
- Oregon State University – Micronutrient Information Center
- Potassium at Lab Tests Online
- Potassium: analyte monograph - the Association for Clinical Biochemistry and Laboratory Medicine.